# 若葉 (つくば市)
若葉（わかば）は、茨城県つくば市の地名。郵便番号は300-1249。

## 地理
つくば市の南部に位置し、筑波研究学園都市研究学園地区に属する。隣接する観音台と一体化した住宅街となっているが、かつては観音台が筑波郡谷田部町、若葉が稲敷郡茎崎町と自治体が違っていた為、町名も別のものが付けられた。
北は観音台、東は稲荷川、南・西は若栗と接している。

### 地価
住宅地の地価は、2014年（平成26年）1月1日の公示地価によれば、若葉6番3の地点で3万2900円/m2となっている。

## 歴史

### 沿革
- 1976年（昭和51年） - 境界変更により、筑波郡谷田部町羽成（はなれ）から一部が分離し、稲敷郡茎崎村羽成となる[4]。
- 1980年（昭和55年） - 土地区画整理事業により成立[5]。稲敷郡茎崎村若葉となる。
- 1983年（昭和58年）1月1日 - 茎崎村の町制施行により稲敷郡茎崎町若葉となる。
- 2002年（平成14年）11月1日 - 茎崎町がつくば市に編入され、つくば市若葉となる。

### 町名の変遷
| 実施後 | 実施年月日               | 実施前（各大字ともその一部）       |
| ------ | ------------------------ | ---------------------------------- |
| 若葉   | 1980年（昭和55年）4月1日 | 大字羽成字見へ向、大字若栗字飛行地 |

## 世帯数と人口
2017年（平成29年）8月1日現在の世帯数と人口は以下の通りである。
| 大字           | 世帯数  | 人口  |
| -------------- | ------- | ----- |
| 八橋大畑一丁目 | 196世帯 | 400人 |

## 小・中学校の学区
市立小・中学校に通う場合、若葉全域が茎崎第一小学校、高崎中学校となる
。

## 施設
- 若葉児童公園